# Mašenka i medved'
Mašenka i medved' (in russo Машенька и медведь?, lett. La piccola Maša e l'orso) è un film d'animazione sovietico del 1960 diretto da Roman Kačanov. Realizzato presso lo studio di animazione Sojuzmul'tfil'm con la tecnica del passo uno, è basato sull'omonimo testo teatrale di Georgij Landau, a sua volta ispirato ad una fiaba tradizionale russa.

## Trama
La ragazza Masha è andata nella foresta per i funghi e si è persa. Vagando per la foresta, trova una capanna in cui vive un vecchio orso. L'orso lascia la ragazza con lui come hostess: "Cuoci le torte lì, maledettamente qua e là". Mashenka chiede di portarla a casa dai nonni, ma l'orso non la fa entrare: “Cos'altro! Tuo nonno sarebbe come me, solo e anche con sua nonna. Si sta divertendo così tanto". Poi decide di allontanarsi dall'orso con l'astuzia.
Alla fine del cartone animato, Mashenka e l'orso rimangono amici, Mashenka promette di insegnare all'orso a leggere e scrivere e l'orso verrà a trovarlo durante le vacanze.